# Paciornica owocowa

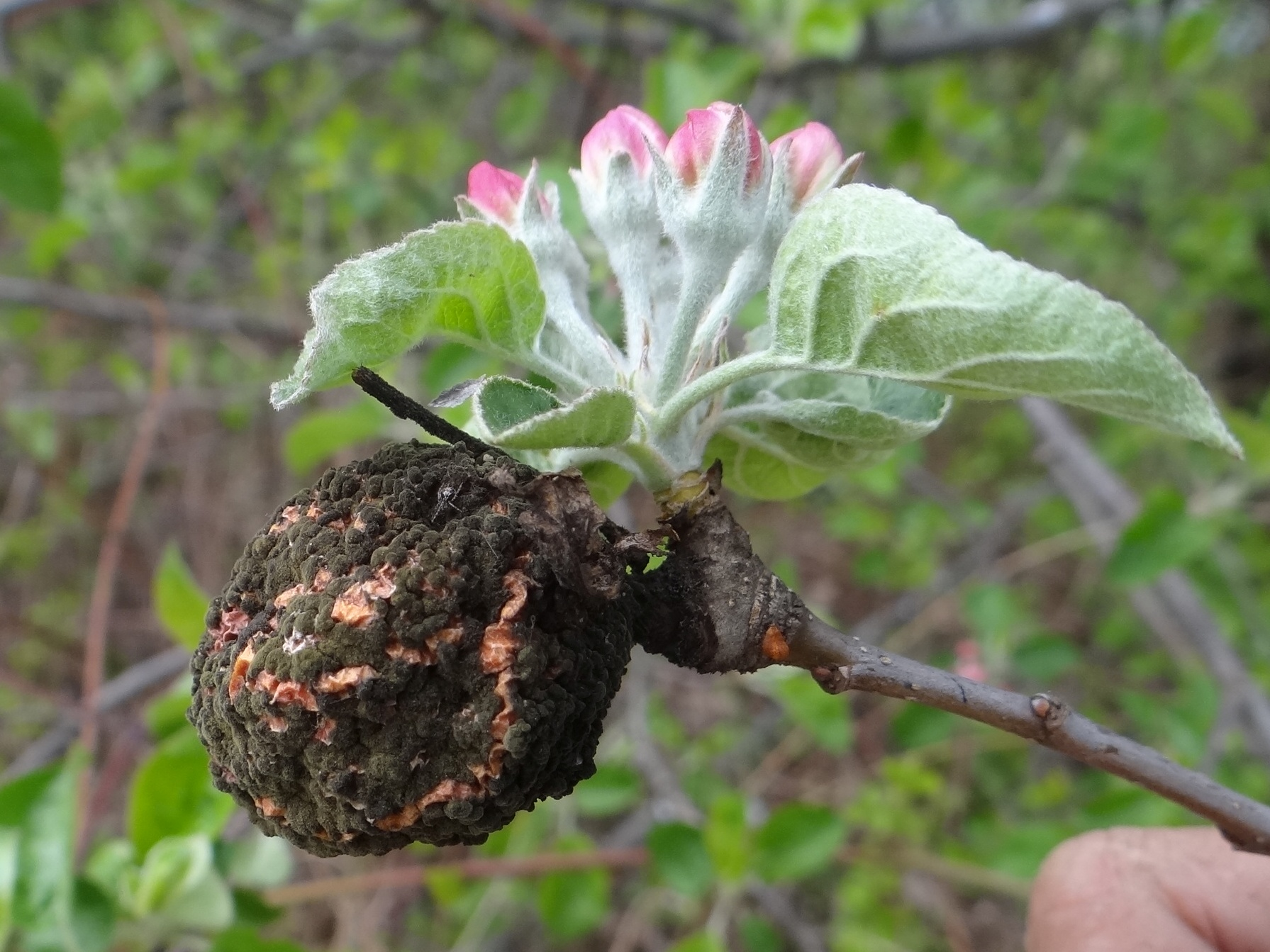
Mumia jabłka zaatakowanego przez moniliozę

Paciornica owocowa (Monilinia fructigena Honey) – gatunek grzybów z rodziny twardnicowatych (Sclerotiniaceae).

## Systematyka i nazewnictwo
Pozycja w klasyfikacji według Index Fungorum: Monilinia, Sclerotiniaceae, Helotiales, Leotiomycetidae, Leotiomycetes, Pezizomycotina, Ascomycota, Fungi.
Synonimy:

- Acrosporium fructigenum (Pers.) Pers. 1822
- Monilia fructigena (Pers.) Pers. 1801
- Monilia fructigena (Pers.) Pers. 1801 var. fructigena
- Oidium fructigenum (Pers.) Fr. 1832
- Sclerotinia fructigena (Pers.) J. Schröt. 1893
- Stromatinia fructigena (Pers.) Boud. 1907
- Torula fructigena Pers. 1795

Nazwa polska według M.A. Chmiel.

## Rozmnażanie
Przezimowuje w pseudosklerocjach na porażonych pędach rośliny oraz  w mumiach owoców. Wiosną tworzą się na nich sporodochia; na owocach częściej niż na pędach. W sporodochiach wytwarzane są bezpłciowo duże ilości zarodników konidialnych. Mają elipsoidalny kształt, są bezbarwne, jednokomórkowe, o rozmiarach  12–34 × 9–15 μm. W ciągu lata powstaje ich wiele generacji. Konidia te dokonują infekcji pierwotnej na owocach i pędach roślin. Do owoców wnikają przez uszkodzenia skórki oraz przez przetchlinki, do pędów przez uszkodzenia spowodowane np. przez owady. Na zaatakowanych pędach i owocach z konidiów rozwija się grzybnia. Ta na owocach znów wytwarza sporodochia, a w nich konidia, które dokonują infekcji wtórnej.
Rozmnażanie płciowe występuje rzadko i nie odgrywa większej roli w szerzeniu się choroby. Na mumiach, które przynajmniej dwukrotnie przetrwały zimę pojawiają się na krótkim trzonku owocniki typu apotecjum. Mają miseczkowaty kształt i średnicę 4–12 mm. Powstają w nich jednokomórkowe, jajowate askospory o rozmiarach 5–7 × 9–12 μm.

## Znaczenie
Grzyb pasożytniczy powodujący duże szkody w sadach. Atakuje głównie jabłonie i grusze, powodując chorobę zwaną brunatną zgnilizną drzew ziarnkowych. Objawy pojawiają się głównie na owocach, ale w czasie dużej wilgotności powietrza (długotrwałe deszcze) następuje porażenie także kwiatów, pędów i gałęzi. Porażone pędy i gałęzie zamierają. M. fructigena atakuje także ponad 40 innych gatunków roślin. Ważniejsze z nich to: morela, czereśnia, wiśnia, śliwa, brzoskwinia. Na roślinach tych wywołuje chorobę zwaną brunatną zgnilizną drzew pestkowych (chorobę tę wywołuje także inny gatunek – paciornica pestkowcowa Monilinia laxa).

## Gatunki podobne
Trudna do odróżnienia jest paciornica pestkowcowa (Monilia laxa), która również wywołuje brunatną zgniliznę drzew owocowych. Choroba wywołana przez Monilina laxa najostrzejszy przebieg ma na wiśniach, ale grzyb ten atakuje także śliwy, czereśnie, morele i inne. Najłatwiej gatunki te odróżnić po roślinie żywicielskiej, objawach jakie wywołują i sposobie rozwoju choroby. W praktyce sadowniczej rozróżnienie tych gatunków nie jest jednak konieczne, gdyż metody ich zwalczania są identyczne. Bardzo podobne morfologicznie są także Monilinia polystroma i Monilinia yunnanensis. Ich odróżnienie jest trudne i często daje niejednoznaczny wynik. Mikroskopowo gatunki te różnią się nieznacznie budową zarodników, średnicą i długością strzępek. Central Science Laboratories (CSL), York w Wielkiej Brytanii opracowało molekularne metody ich rozróżnienia.